# The Flower Kings
I Flower Kings sono un gruppo musicale di rock progressivo svedese ispirato, guidato e prodotto da Roine Stolt.

## Storia del gruppo
Il loro primo album Back in the World of Adventures risale al 1995, e da allora hanno prodotto vari lavori, sempre ispirandosi al prog rock degli anni settanta ed alla musica classica, ma anche dedicandosi alla sperimentazione ed alla contaminazione con vari generi.
Nel 1985 Roine Stolt ha pubblicato l'album solista Behind the Walls, di matrice pop-rock. Pubblica il suo secondo album nel 1989 e il terzo nel 1994.
Esclusi questi album solisti di Stolt, il primo vero album come The Flower Kings è Back in the World of Adventures (1995). Il gruppo nel '95 è composto da Michael Stolt al basso, Roine Stolt alla chitarra, Tomas Bodin alle tastiere, Hasse Bruniusson alle percussioni e Jaime Salazar alla batteria. Subito dopo, nel 1996 viene pubblicato Retropolis.
Nel 1999 Micheal Stolt lascia il gruppo e viene sostituito da Jonas Reingold.
Roine Stolt ha registrato anche diversi album con il supergruppo Transatlantic.

## Il nome
Il nome della band deriva da quello di un album solista di Stolt del 1994.

## Formazione

### Formazione attuale
- Roine Stolt - voce, chitarra (1994-presente)
- Hasse Fröberg - voce, chitarra (1994-presente)
- Zach Kamins - tastiera (2019-presente)
- Michael Stolt -  basso (1994-1999;2021-presente)
- Mirko De Maio - batteria (2019-presente)

### Componenti passati
- Jamie Salazar - batteria (1994-2001)
- Daniel Gildenlöw - tastiera (2002-2004)
- Zoltan Csörsz - batteria (2001-2007)
- Tomas Bodin - tastiera (1995-2002;2004-2015)
- Felix Lehrman - batteria (2007-2019)
- Jonas Reingold - basso (1999-2021)

## Discografia

### Album in studio
- 1995 – Back in the World of Adventures
- 1996 – Retropolis
- 1997 – Stardust We Are
- 1999 – Flower Power
- 2000 – Space Revolver
- 2001 – The Rainmaker
- 2002 – Unfold the Future
- 2004 – Adam & Eve
- 2006 – Paradox Hotel
- 2007 – The Sum of No Evil
- 2012 – Banks of Eden
- 2013 – Desolation Rose
- 2018 – Manifesto of an Alchemist (come Roine Stolt's The Flower King)
- 2019 – Waiting for Miracles
- 2020 – Islands
- 2022 – By Royal Decree
- 2023 – Look At You Now

### Album dal vivo
- 2000 – Alive on Planet Earth
- 2003 – Meet the Flower Kings
- 2006 – Instant Delivery
- 2011 – Tour Kaputt

### Raccolte
- 1998 – Scanning the Greenhouse
- 2007 – The Road Back Home